# Josef Hofer
Josef Hofer (19. listopadu 1871 Snovídky – 8. března 1947 Luhačovice) byl katolický a posléze československý kněz, učitel, novinář, náboženský spisovatel a politický publicista, autor povídek a črt. Znám především jako kritik olomouckého arcibiskupa ThDr. Theodora Kohna a farář ze Starého Hrozenkova na Moravských Kopanicích.

## Stručný životopis
Josef Hofer se narodil v roce 1871 ve Snovídkách na Vyškovsku. Kněžská studia na brněnském semináři napoprvé nedokončil, a tak se živil jako výpomocný učitel v Komárově u Opavy. Později se ke studiím vrátil, absolvoval teologii v Olomouci a v roce 1900 byl vysvěcen. Jako kněz působil v Zábřehu nad Odrou, v Polance u Opavy, u Panny Marie ve Strážnici, ve Slatinicích u Olomouce a nakonec deset let ve Starém Hrozenkově na Moravských Kopanicích. Ze svého desetiletého pastorování v kraji na moravsko-slovenském pomezí čerpal náměty pro svá díla: „Bohyně na Žítkové“, „Povídky z Kopanic“ a „Kopaničářské povídky“. Názorově měl blízko ke Katolické moderně. Pod pseudonymem "Rectus" vystupoval na počátku 20. století na stránkách tisku proti tehdejšímu olomouckému arcibiskupovi ThDr. Theodoru Kohnovi. Byl také vytrvalým kritikem celibátu. Po vzniku Československa se účastnil kněžského reformního hnutí. Poté, co byl v roce 1920 suspendován, přestoupil do nově vzniklé církve československé. Působil pak opět několik let jako pedagog. Po odchodu na odpočinek v Luhačovicích nepřestával být literárně aktivní. Své zážitky z působení v katolické církvi vtělil do dvojdílné knihy "Římská církev v nedbalkách". Zemřel v roce 1947 v Luhačovicích.

## Podrobný životopis

### Studia a vojenská služba
Josef Hofer se narodil 19. listopadu 1871 ve Snovídkách (okres Vyškov) v rodině domkaře Pavla a jeho manželky Anežky. Otec byl cihlářský dělník, živil se námezdní zemědělskou prací; rodina měla domek a kousek pole. Obecnou školu vychodil Josef Hofer v jednotřídce v Nemoticích; české gymnázium navštěvoval v Uherském Hradišti a svoje gymnaziální studia ukončil v roce 1893 složením maturitní zkoušky.  Po maturitě (1893) zahájil Josef Hofer (na přání rodičů) studium bohoslovectví v Brně, které ale po několika týdnech ukončil. Ve svých 22 letech nastoupil vojenskou službu (jako jednoroční dobrovolník) u pěšího pluku c. k. zeměbrany (zemské obrany) v Olomouci. Odtud byl odeslán do jednoroční školy v Krakově. V lednu 1894 onemocněl očním trachomem (nemoc způsobená bakterií Chlamydia trachomatis), v dubnu 1894 nastoupil na zdravotní dovolenou, v jejímž průběhu (září 1894 – leden 1895) si přivydělával jako výpomocný učitel v chřibské Stupavě pod Buchlovem. V lednu roku 1895 se vrátil k zeměbraně a dokončil zde svoji povinnou vojenskou službu.

### Pedagogická činnost a kněžská studia
Učitelské profesi se dále věnoval od září 1895; získal pedagogickou praxi a následně složil zkoušku učitelské zralosti. Školní rok 1895/1896 odučil (do června 1896) na utrakvistické škole v Komárově u Opavy. Zde, během kontrolní návštěvy (vizitace) olomouckého arcibiskupa ThDr. Theodora Kohna, mu bylo nabídnuto místo v olomouckém bohosloveckém učilišti. Po čtyřech letech studia byl Josef Hofer v roce 1900 vysvěcen na kněze. (Světil jej olomoucký arcibiskup ThDr. Theodor Kohn.) Nějaký čas poté působil Josef Hofer jako 4. kooperátor (kaplan) v kostele u svatého Michala v Olomouci a současně vyučoval jako cvičný učitel na arcibiskupském ústavu učitelek a sester voršilek v Olomouci.

### Spor „Kohn versus Hofer“

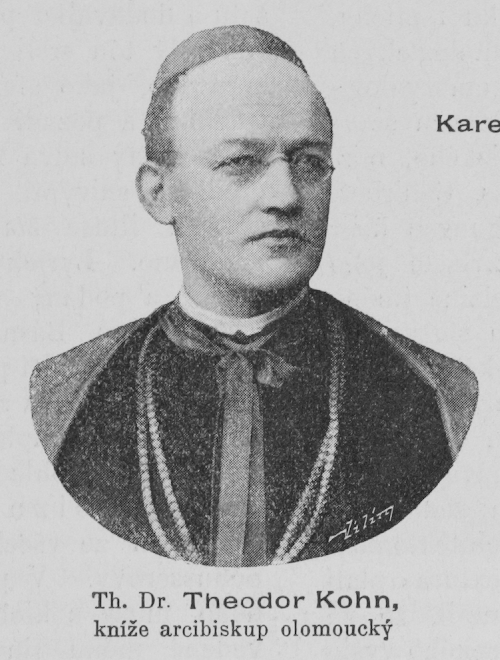
ThDr. Theodor Kohn

Od poloviny roku 1902 (ale převážně pak v průběhu roku 1903) začal Josef Hofer (pod pseudonymem „Rectus“) kritizovat v článcích („Naše arcidiecéze“) v časopisu „Pozor“ církevní praktiky olomouckého arcibiskupa ThDr. Theodora Kohna. Hofer poukazoval na jeho upřednostňování němčiny při komunikaci s českými kněžími a poškozování církve nevhodnou personální (kádrovou) politikou. Dále Hofer kritizoval Kohnovu špatnou komunikaci s věřícími, pýchu, nadřazenost, svatokupectví a jeho přílišnou orientaci na ekonomickou prosperitu a rozšiřování církevního hmotného majetku v arcidiecézi. Theodor Kohn přirozeně pátral v arcidiecézi, kdo se skrývá pod pseudonymem „Rectus“. Svoji detektvní pozornost zaměřil na duchovní, s nimiž se v posledním období dostal do nějakého konﬂiktu. Okruh podezřelých později zúžil na několik kněží, o kterých se mu doneslo, že se v nedávné době sešli v Olomouci na faře u svatého Michala a bavili se na jeho účet. Nechal je všechny přeložit na jiná působiště. V domnění, že našel pravého autora, nechal uvrhnout do kněžské internace v Kroměříži nevinného pátera Františka Ocáska (1857–1945), kněze působícího ve Velkých Kunčicích pod Ondřejníkem. Ocáskův odchod z Olomouce provázel ovšem hlučný konﬂikt, při němž kněz arcibiskupovi vyhrožoval pomstou. Josef Hofer ale nedovolil, aby byl potrestán někdo jiný a přiznal se tedy k autorství článků. Hofer nebyl jediný, kdo kritizoval Kohna, neboť arcibiskup svým jednáním pobuřoval i další vyšší katolické hodnostáře v čele s říšským poslancem a knězem Antonínem Cyrilem Stojanem. Spor „Kohn versus Hofer“ byl definitivně ukončen v prvním kvartálu roku 1904 Římem. 

### Pastorační činnost
Josef Hofer složil v Brně (po dvouletém pobytu v Olomouci) zkoušku učitelské způsobilosti. Stal se postupně kaplanem v Zábřehu nad Odrou, v Polance u Opavy, u Panny Marie ve Strážnici a nakonec ve Slatinicích u Olomouce (1907-1910). Kvůli sporům s církví musel Josef Hofer opustit Hanou a v únoru 1910 byl („z trestu“) přidělen do pozice faráře ve Starém Hrozenkově na Moravských Kopanicích. (Farnost Starý Hrozenkov v té době zahrnovala
pouze osady Žítková, Vápenice, Vyškovec a Lopeník.)

### Kopaničářská mise

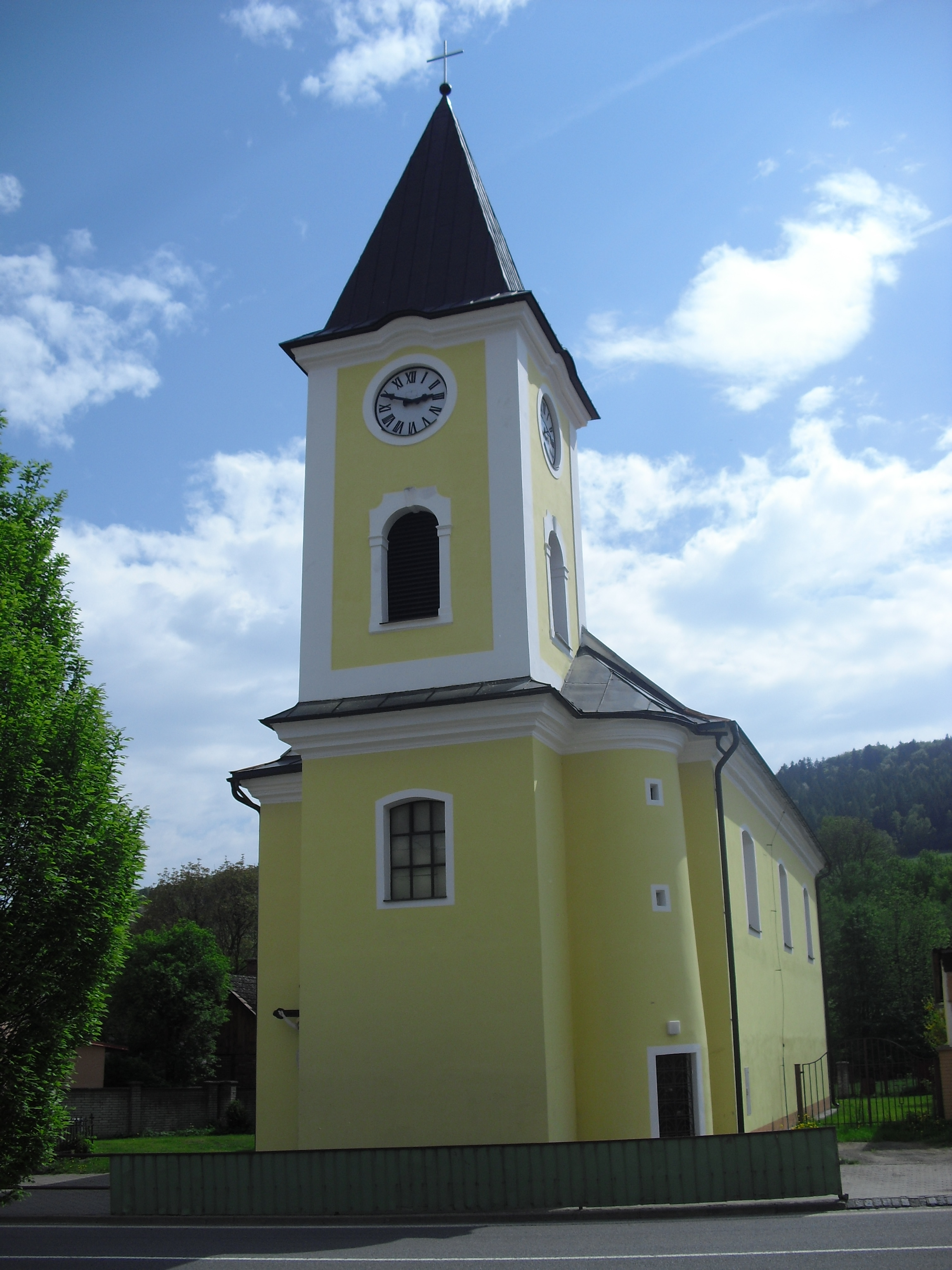
Kostel Nanebevzetí Panny Marie ve Starém Hrozenkově, kde farář Josef Hofer pastoroval v letech 1910 až 1920

Josef Hofer zahájil svoji „kopaničářskou misi“ v zimě roku 1910, kdy se ubytoval na faře ve Starém Hrozenkově spolu se svými sestrami, které se mu (i v předchozích místech, kde působil) staraly o domácnost. V průběhu doby Hofer opravil zanedbané hospodářství (pořídil velký včelín, koupil dobytek, krávy a ovce) a pořídil si též koně – dopravní prostředek k cestám do strmých kopců ke stavením roztroušeným po Moravských Kopanicích. Pastorační činnost vykonával poctivě: na samoty putoval na hřbetu koně za každého počasí, neváhal obléci si kopaničářský kroj, sbíral výšivky z kopaničářských krojů a nechal si zhotovit mešní roucho (ornát) vyzdobené výšivkami s kopaničářskými motivy.

#### Obhajoba Kopaničářů
V červenci, srpnu a září roku 1912 vyšly v Lidových novinách čtyři fejetony (první vyšel 31. července 1912) podepsané pseudonymy: Jožika, Josika a Jošika. V nich jejich autor nařkl faráře Josefa Hofera z toho, že zneužívá robotní povinnost místních Kopaničářů, na hrozenkovské faře se chová jako zbohatlík a zaostalý a chudý místní lid ovládá coby "duševní vůdce". Pisatel zaútočil i na ženy z Kopanic, kterým přiřkl mnohé nectnosti včetně cizoložství a alkoholismu. Faráře Josefa Hofera označil za ochmelku, který vysedává po hospodách, hraje karty a pije pálenku.
V reakci na tyto nepravdy otiskly Slovácké noviny 7. srpna 1912 Hoferův článek „Pokrokový lotr“. V něm se Hofer zastal kopaničářských žen. V dalších Hoferových reakcích (zveřejněných 31. srpna 1912 a 7. září 1912) pak hrozenkovský farář varoval pisatele, o němž se domníval, že je z okruhu sběratelů lidových písní, že Kopaničáři nebudou návštěvníky jemu podobné tj. sběratele a národopisce vítat s "otevřenou náručí".

#### Hofer a Kopaničáři
Během svého působení na Moravských Kopanicích šířil Josef Hofer mezi prostými lidmi nejen slovo Boží ale i osvětu o zdravovědě a hygieně. Zároveň využíval svých kontaktů na „vyšších místech“ ke zlepšení života lidí v této tehdy silně zaostalé oblasti.  Ve svých kázáních (v kostelíku Nanebevzetí Panny Marie) ve Starém Hrozenkově nabádal Kopaničáře k dodržování Desatera a omezování konzumace pálenky. Hofer byl horlivý, nesmlouvavý, přímočarý a jeho cholerická letora mu vynesla mezi farníky označení „náš běsný farárisko“. S Kopaničáři se sice sblížil, ale jeho občasná samolibost až panovačnost jej čas od času zaháněla do izolace.

#### Publikační činnost s kopaničářskou tematikou
Josef Hofer si během své „kopaničářské mise“ zapisoval krátké příběhy, epizody, události, zvyky i místní nářečí Kopaničářů. Tyto národopisné poznámky se staly zdrojem pro jeho novinové články i knižně vydávané soubory povídek. V nich jakož i v podčárnících (uveřejňovaných v „Našinci“, „Slováckých novinách“ a „Ječmínku“) tak Josef Hofer realisticky zachytil rychle mizející běžný svět a život lidí na Moravských Kopanicích v začátku dvacátého století.

##### Bohyně na Žítkové
Jeho první knihou s kopaničářskou tematikou jsou (v roce 1913 vydané) „Bohyně na Žítkové“ s podtitulem „Velezajímavé skutečné případy, jak vychytralé venkovanky ‚bohyňují‘ čili čarují“. Podtitulek naznačil, že Hofer tímto dílem sledoval „osvětový“ cíl – demaskování pověr o „čarování“ na Kopanicích. Hofer tyto ženy (bohyně) vylíčil nelichotivě jako podvodnice lákající peníze z důvěřivých lidí. I přes svůj krajně nedůvěřivý přístup k „bohyním“ přiznal Josef Hofer i to, že „měly pro každého vlídné slovo, doboru radu, prospěšný lék“. A přidal i jejich přiléhavou charakteristiku: „Bohyně otvírají dveře minulosti, odhrnují temný závoj budoucnosti, volají za svědky mrtvé z temných hrobů …“ Hofer byl zásadním odpůrcem víry v magické praktiky bohyň, popíral jejich nadpřirozené schopnosti a snažil se dokázat, že jde o triky těžící z lidské pověrčivosti.
Není snadno dovědět se s jistotou všecky šmejdy, úskoky a způsoby jejich bohyňování, neboť našince, jehož buď osobně, nebo dle pověsti znají, nepřipustí do svých svatyň. Klienti málokdy co prozradí, leč by nebyli uspokojeni … Duševědu arciť ani jedna ani druhá nestudovala, ale na první pohled dovede vyčísti z tváře bolest, nemoc, sklíčenost ba i přetvářku. Velmi dovedně se dovedou všechny dotazovat, výtečně kombinovat a zvláště na to dbají, aby svou vševědoucností dovedly své kienty překvapit.
Josef Hofer, Bohyně na Žítkové, 

##### Povídky z Kopanic, Kopaničářské povídky
Dále následovaly „Povídky z Kopanic“ (1916) a "Kopaničářské povídky" (1923).  Ke kopaničářské tematice se Josef Hofer vrátil s notným časovým odstupem dílem „Ze života Kopaničářů“ (1940) a ve svých časopiseckých příspěvcích z let 1940, 1941 a 1946 (viz níže).

#### Reformisté
Po vzniku samostatného Československa (po roce 1918) se v katolické církvi začaly šířit snahy o její reformaci a přizpůsobení se tehdejší (nové) době. Nositelem těchto reformních snah byla skupina kněží – tzv. Katolická moderna. Když tato skupina nedosáhla kýžených změn a reformace církve, odtrhla se a založila Církev československou. (Ta se od roku 1971 jmenuje Církev československá husitská.) Od roku 1918 stál Josef Hofer na jedné z předních pozic reformního boje československého duchovenstva s Římem. Mezi požadavky reformistů patřilo i zrušení celibátu. Josef Hofer byl jeho vytrvalým kritikem a také se, jako první kněz v Československu, v roce 1920 (na protest) oženil. Současně s Hoferem se oženil také jeho kaplan Karel Pírek (oddali jeden druhého). 

#### Božena Obranská
Manželkou Josefa Hofera se stala Božena Obranská z hospodyňské školy v Uherském Hradišti. Narodila se 12. června 1892 ve Slatinicích u Olomouce jako nemanželská dcera farské kuchařky a místního kaplana. Rodiče se o Boženu nestarali a tak ji vychovávali její prarodiče a matčina sestra. Josef Hofer působil nějaký čas ve Slatinicích u Olomouce (viz výše), o osudu Boženy Obranské se dozvěděl, podporoval ji a ona se do něj později zamilovala.

#### Konec Hoferovy „kopaničářské mise“
Sňatek Hofera s Obranskou nezůstal církví „nepovšimnut a nepotrestán“. Počátkem května 1920 byl Hofer suspendován a musel opustit katolickou církev. (Oficiálně byl z jejího středu exkomunikován 5. února 1921.)

### Návrat k učitelování
Josef Hofer veřejně vstoupil do Církve československé, pomáhal ji zakládat, ale kněžské povolání opustil a vrátil se ke své učitelské profesi. V letech 1920 až 1924 učil v Novosedlích u Mikulova (na jižní Moravě). (Zároveň zde působil jako správce školy.) S manželkou Boženou měl tou dobou již dvě malé děti: dceru Anežku a syna Gorazda. V roce 1924 byl na vlastní žádost penzionován. Přesídlil do Luhačovic, kde si zakoupil vilku č.p. 319 (zvanou „Samohrádek“).

### Literární činnost v Luhačovicích
V roce 1931 vyšel v několika nákladech první a v roce 1933 druhý díl Hoferovy knihy „Římská církev v nedbalkách“, kde ostře kritizoval církevní praktiky, chování vyššího kléru a dogmatické přístupy v prvorepublikové církvi.

### Hofer a jeho vazby na Kopanice
Zlepšovat poměry v zaostalém kraji Moravských Kopanic pomáhal Josef Hofer nejen během své (přímé) pastorační (fyzické) přítomnosti zde (v letech 1910 až 1920), ale i později a to v době, kdy již působil mimo moravsko-slovenské pomezí a i po svém odchodu z církve. V roce 1925 například dosáhl (apelem u moravského zemského prezidenta Jana Černého) postavení nové větší školy dole na Žítkové a na Bošáčkách ve Vyškovci. Velmi naléhavě Hofer také apeloval na zřízení zdravotního obvodu se stálým lékařem, který na Moravských Kopanicích chyběl.

### V Luhačovicích
Od konce 20. let dvacátého století trpěl Josef Hofer cukrovkou. V roce 1944 se jeho zdravotní stav prudce zhoršil a ke konci roku 1944 byl hospitalizován v nemocnici ve Zlíně. (Kvůli spojeneckému bombardování v roce 1945 byl nucen zlínskou nemocnici opustit.) Poslední dva roky svého života strávil Hofer v Luhačovicích. Těsně před smrtí byl Josef Hofer jmenován čestným zakládajícím členem "Muzejního spolku" při Krajském muzeu v Bojkovicích. Muzeu v Bojkovicích věnoval Josef Hofer velkou část svých sbírek z Kopanic. Nechyběly ani ornáty – kopaničářskými výšivkami bohatě ozdobená mešní roucha. Josef Hofer zemřel v Luhačovicích v sobotu 8. března 1947. Jeho pohřbu se účastnila delegace dvaceti osob z kopaničářských obcí a z Bojkovic.

## Publikační činnost (chronologicky)
- příspěvky do Moravských listů (během studií)[6]

- 1902 – Hofer, Josef. Kněžský coelibát v katolické církvi. Olomouc: Kramář a Procházka, 1902. 163 stran

- 1903 – "Naše arcidiecese" (několik článků v olomouckém časopise "Pozor", 1903; publikováno pod pseudonymem "Rectus")[6]

- 1903 – "Organisované učitelstvo moravské a náboženství" (vydal v Olomouci pod pseudonymem: "Jakub Posolda")[6]

- 1906 – Hofer, Josef. Prospěje neb uškodí odstraníme-li náboženství vůbec a náboženství katolické zvláště?: věnováno prof. dr. Masarykovi a Judovi. V Holešově: Nákladem vlastním, [1906]. 128 stran. (Spisek publikován nakladateli Zaorálek a Tuček v Holešově; pod pseudonymem: "Josef Hříva")[6]

- 1909 – Hofer, Josef. Volná myšlenka, čili, Je-li člověk zvířetem. Slatěnice u Olomouce: Josef Hofer, [1909]. 112, 139 s. (Pramen [6] uvádí, že vydáno nákladem vlastním, brožovaný spisek, tisk Zaorálek a Tuček v Holešově 1908)[6]

- 1909 – Hofer, Josef. Lze-li žíti mravně bez Boha a bez jeho přikázání?. Slatěnice u Olomouce: Jos. Hofer, 1909. 139, 1 s. (nákladem vlastním, 1909)[6]

- 1912 – „Pokrokový lotr“. In: Slovácké noviny. 1912, ročník 29, číslo 52, strana 2.[8]

- 1912 – „Pokrokové Zájmy“. In: Slovácké noviny. 1912, ročník 29, číslo 63, strany 1-2.[8]

- 1912 Hofer, Josef. Bohyně na Žitkové: velezajímavé, skutečné případy, jak vychytralé venkovanky „bohyňují“, čili, čarují. [Holešov]: J. Hofer, [1912]. 136 stran (Prameny [6][10] uvádějí rok 1913, nákladem vlastním, tisk Zaorálek a Tuček, Holešov)

- po roce 1913 – „Črty z Kopanic“ uveřejňované v „Slováckých zájmech“, „Ratolesti olivové“ a „Lidové tvorbě“[6]

- 1916 – Hofer, Josef. Povídky z Kopanic. Olomouc: Družina literární a umělecká, 1916. 136 stran. Knihovna Družiny literární a umělecké v Olomouci; III.[6]

- 1917 – „Za zemřelým farářem, p. Augustinem Večeřou z Březové“ („Slovácké noviny“ číslo 24, 1917)[6]

- 1920 – Hofer, Josef. Pokrokáři, agrárníci, sociální demokraté, národní socialisté a - náboženství. Ve Starém Hrozenkově na Moravě: nákladem vlastním, vydala Expedice Petr Šrámek v Prostějově, 1920. 152 stran.[6]

- 1920 – Hofer, Josef. Řecká hierarchie a nižší kněžstvo. Olomouc: Pozor, 1920. 36 stran

- 1922 – Hofer, Josef. Řím, český nepřítel. Olomouc: nákladem vlastním, 1922. 23 stran.[6]

- 1922 – Hofer, Josef. Římská noblesa. 1. vydání, Olomouc: nakladatelství "Pozor", [1922]. 46 stran[6]

- 1923 – Hofer, Josef. Kopaničářské povídky. V Olomouci: Vydavatelství „Pozor“, 1923. 307-[I] s.[6][10] [p 4]

- 1931 – „Povídky z Kopanic“ (vyšlo pouze jako příloha časopisu „Pozor“ v Olomouci)

- 1931 – Hofer, Josef. Římská církev v nedbalkách. Praha: Volná myšlenka, 1931. 289 stran.[6]

- 1933 – Hofer, Josef. Římská církev v nedbalkách. II. díl. V Praze: nakladatelství Volné myšlenky, 1933. 268 stran.[6]

- 1938 – „Legenda o svatém Husovi“ (oslavná prozaická báseň; publikováno pod pseudonymem „Rectus“; prvních 100 výtisků číslováno jako bibliofilie, Žlutý stůl, Praha 1938)[6]

- 1940 – „Život na starohrozenkovských kopanicích“ (v periodiku „Lidová tvorba“, 1940)[6]

- 1940 – „Ze života Kopaničářů.“[6] In: Lidová tvorba. 1940, ročník 1, číslo 1, strany 5-6.[8]

- 1940 – „Moravští Kopaničáři“ (vyšlo v „Neděli venkova“, 1940)[6]

- 1941 – „Z kopaničářských obyčejů“ (stať o kopaničářských pověrách v časopise „Lidová tvorba“, který byl vydávaný v Uherském Brodě; Lidová tvorba. 1941, ročník 2, čísla 1-2, strany 6-7)[6][10][8]

- 1941 – „Z kopaničářských pověr“. In: Lidová tvorba. 1941, ročník 2, čísla 6-7, strany 3-5.[8]

- 1942 – „Čím a jak léčili jesuité před 200 roky na Starém Hrozenkově a na Kopanicích“ (vycházelo na pokračování v „Časopise lékařů českých“ v roce 1942, strany 551-556, 582-584, 611-612, 638-640, 666-667)

- 1942 – „Smrtná neděle na Starém Hrozenkově“. In: Lidová tvorba. 1942, ročnik 3, číslo 4, strany 6-7.[8]

- 1946 – „Prskavky z Kopanic“ (krátké epizody a postřehy pojmenované Josefem Hoferem jako tzv. "prskavky") (časopis "Malovaný kraj" číslo 1, 1946)[6]